# Белоголовый сип
Белоголо́вый сип (лат. Gyps fulvus) — крупная хищная птица рода грифов семейства ястребиных, падальщик. Распространён в засушливых горных и равнинных ландшафтах  Южной Европы, Азии и Северной Африки, также гнездится в горах Кавказа (хотя в другое время встречается далеко за пределами этого региона); сохранилась изолированная популяция в Крыму. Ареал и общая численность этого вида постепенно сокращаются, хотя Всемирный союз охраны природы вплоть до настоящего времени не рассматривает его как сколько-нибудь уязвимый. В России достаточно редок, в связи с чем занесён в список национальной Красной книги (3-я категория).

## Описание

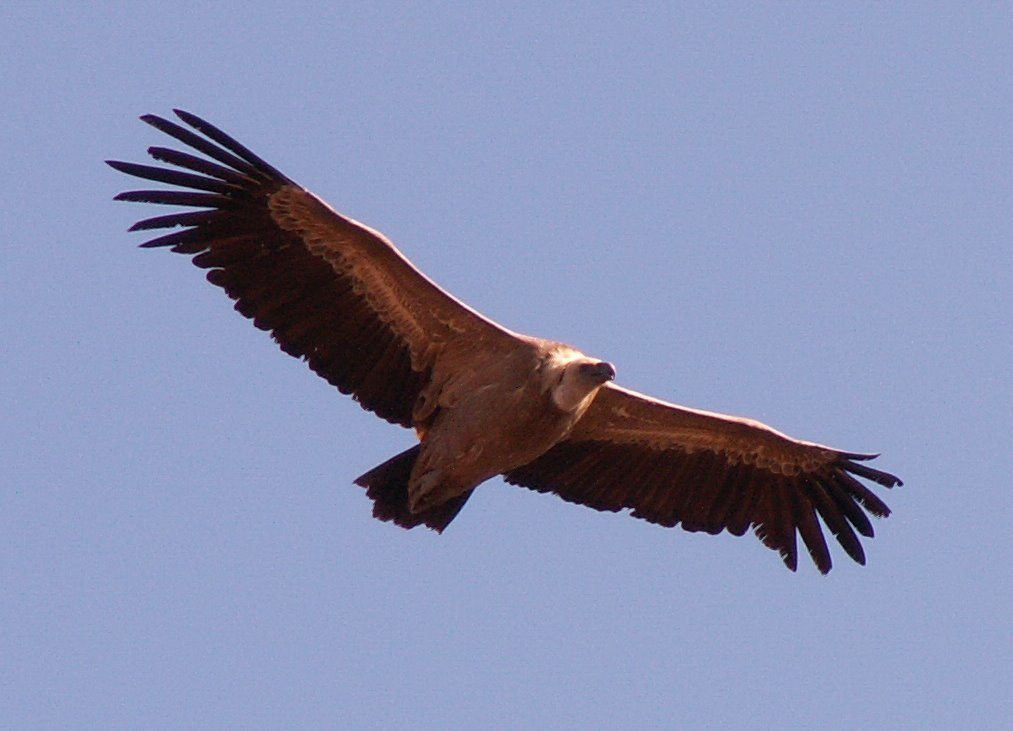
Парящая птица

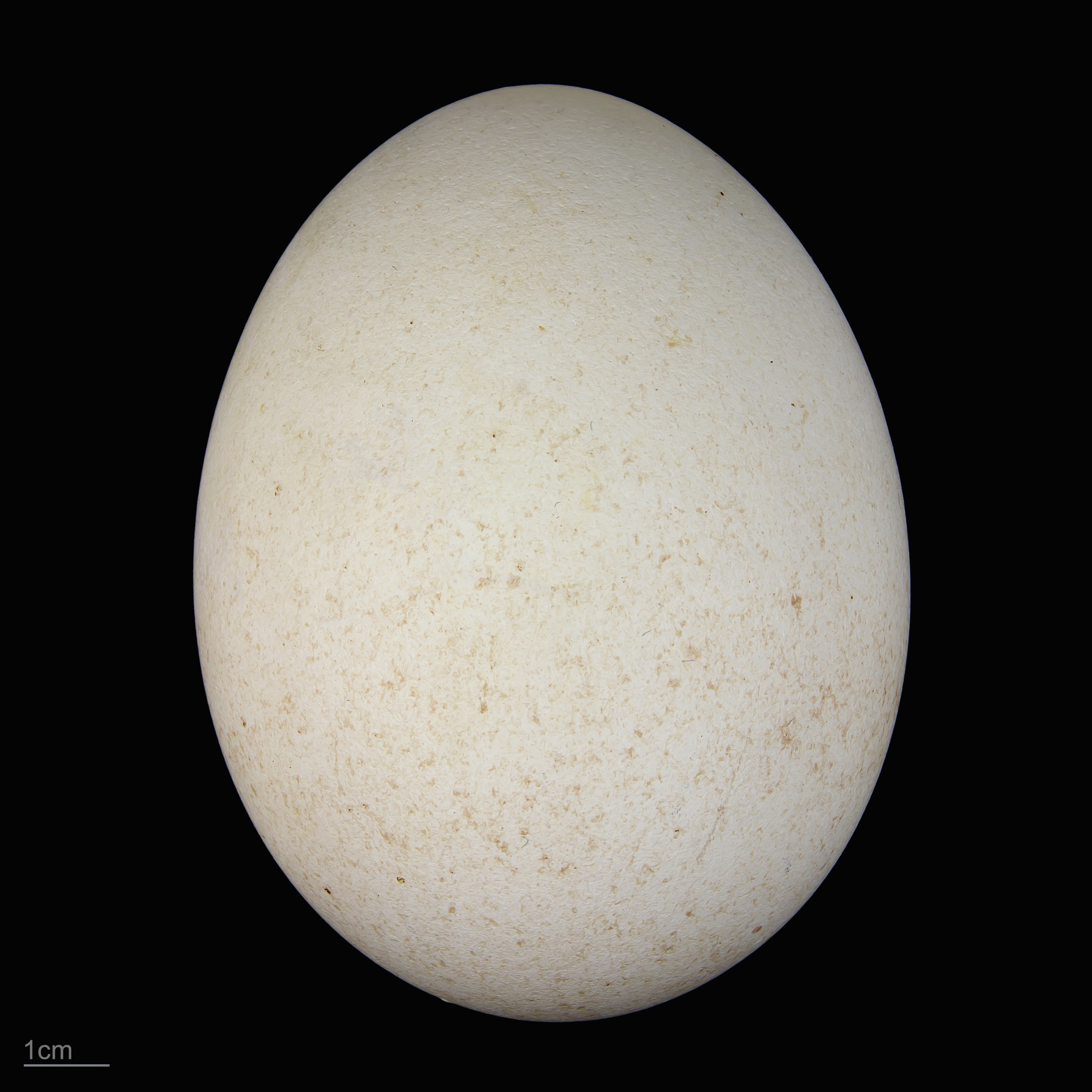
яйцо Gyps fulvus - Тулузский музей

Очень крупный гриф с длинными широкими крыльями и широким хвостом. Длина тела 93—110 см, размах крыльев 234—269 см. Облик, характерный для грифов — непропорционально маленькая, покрытая белым пухом голова, вытянутый крючковатый клюв, длинная шея с воротником удлинённых перьев, короткий округлый хвост. Окраска туловища бурая, несколько более светлая с рыжеватым оттенком снизу. Маховые и рулевые тёмно-бурые, почти чёрные. Радужина желтовато-коричневая, восковица сероватая, ноги тёмно-серые. В окраске самцы и самки друг от друга не отличаются. Оперение молодых птиц более бледное и монотонное рыжевато-бурое.
Парящая птица, с ровной поверхности с трудом поднимающаяся в воздух. В воздухе втягивает в себя шею, опускает голову и широко расставляет первостепенные маховые (выглядят как «пальцы веером»). Взмахи крыльями редкие, медленные и глубокие. Кричит достаточно редко, хотя сравнению с другими грифами считается более разговорчивой. Голос — разнообразные шипящие и хриплые каркающие звуки, издаваемые главным образом при обнаружении добычи либо на отдыхе. Обычно встречается группами.

## Распространение

### Ареал
Гнездится в Южной Европе, Северной и Северо-Восточной Африке и Азии, отдавая предпочтение горным или засушливым степным и полупустынным районам со скалами. 
В Евразии распространён к западу от гор Центральной Азии — хребтов Саур и Тарбагатай в Казахстане, Восточного Тянь-Шаня в Киргизии, Западного Памира в Киргизии и Таджикистане, южных склонов Гималаев до Бутана и индийского штата Ассам. В Сербии обитает в ущельях рек Увац, Милешевка и Трешница на западе и юго-западе страны. За пределами материка встречается на островах Средиземного моря Сардиния, Сицилия, Крит и Кипр. 
В Африке обитает на северо-западе в прибрежной зоне Марокко и Туниса, а также на северо-востоке вдоль Красного моря. 
В России гнездится на северных склонах Большого Кавказа. Изолированная популяция находится в Крыму. Оседлая птица, однако вне сезона размножения может совершать кочёвки далеко за пределы гнездовой области — например, в России белоголовый сип иногда достигает районов Среднего Поволжья, Западной Сибири и даже Воркуты. 
Летом белоголовых сипов встречают во Французских и Швейцарских Альпах.

### Места обитания

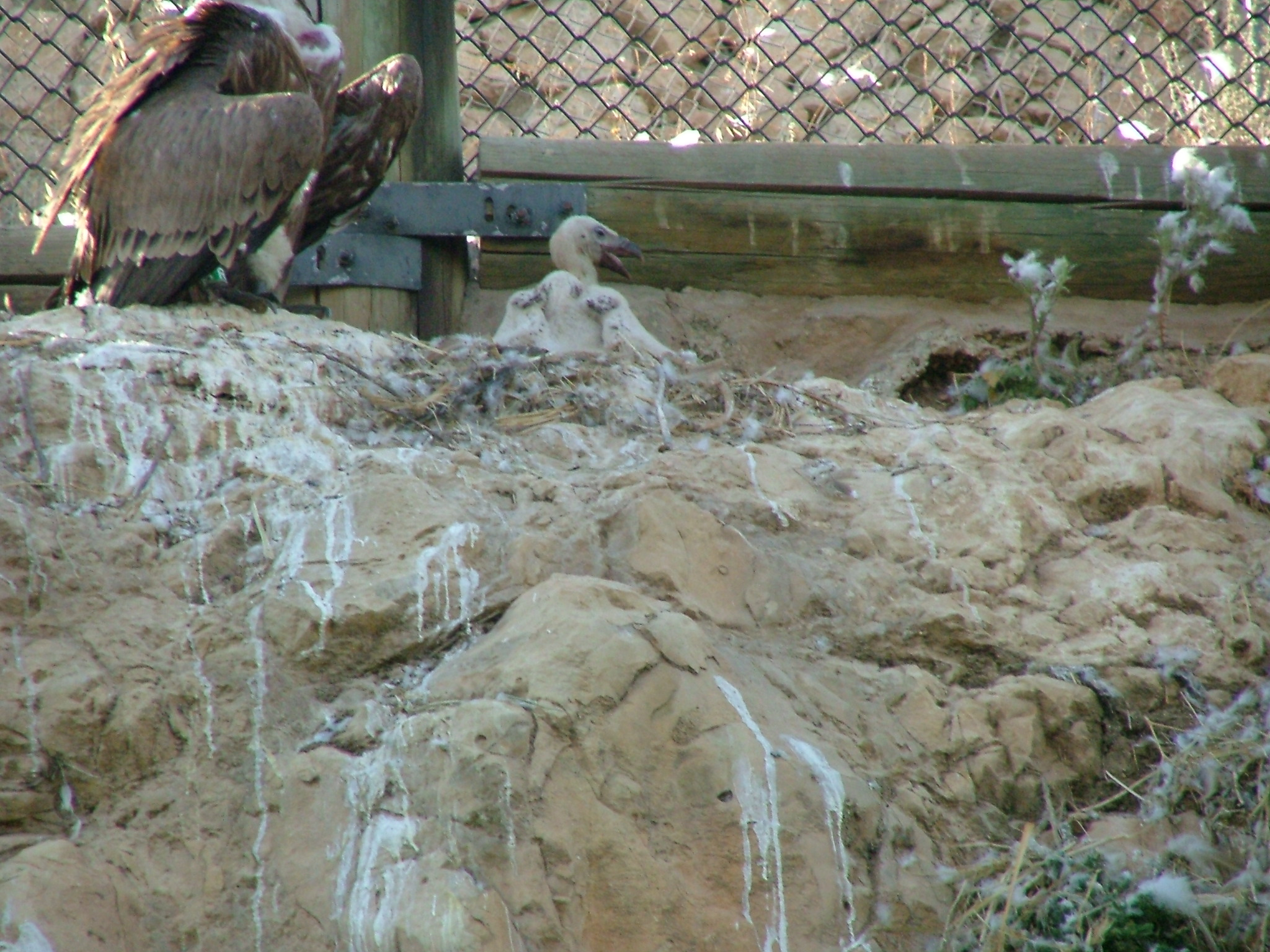
Птенец в Иерусалимском библейском зоопарке (Израиль)

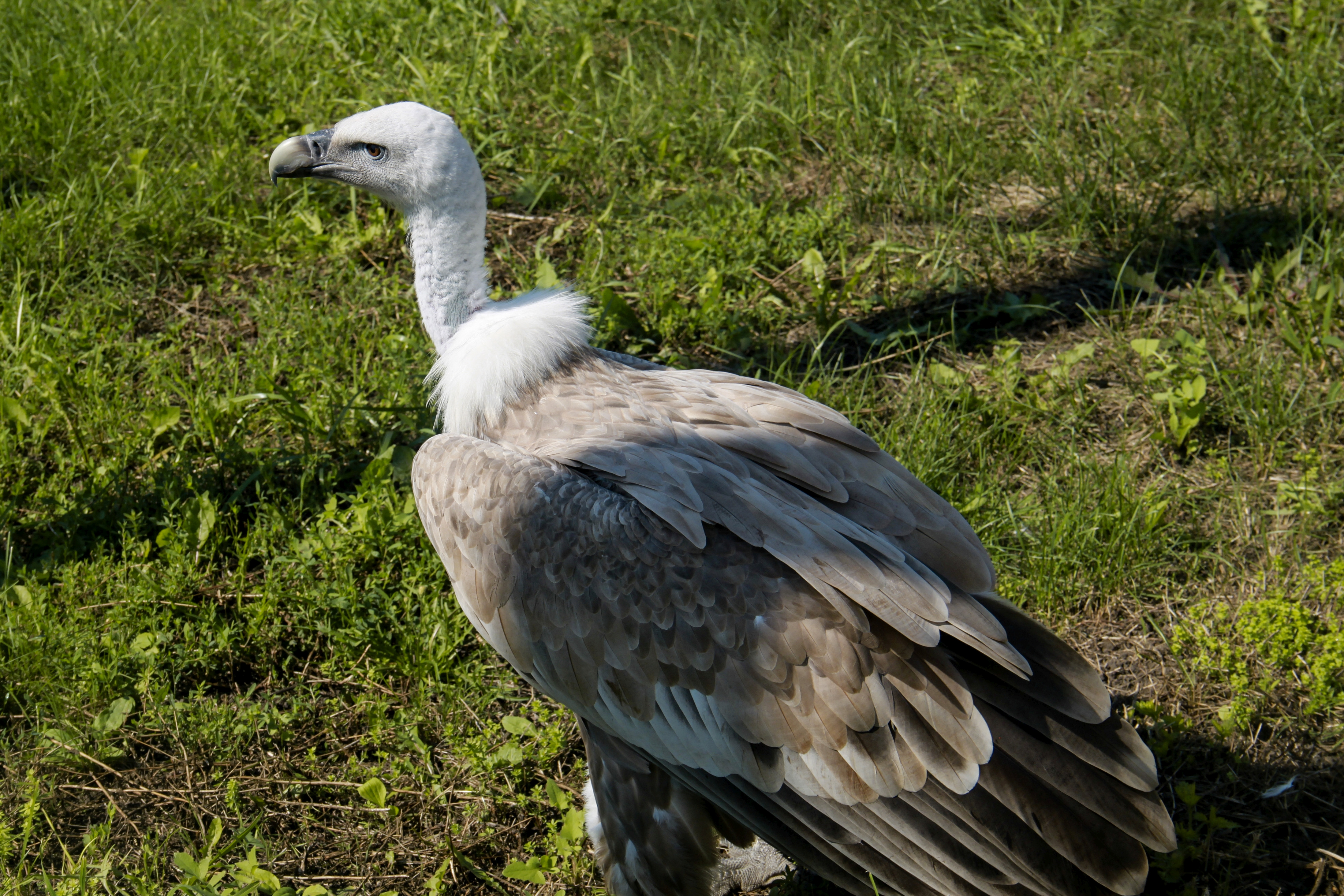
Белоголовый сип в Ряжском зоопарке

Биотопы — сухие открытые пространства с возвышениями, откуда птицам удобно взлетать. Обычен в горах на высоте до 3000 м, а в поисках корма и до 3500 м над уровнем моря, где следует за стадами овец и других копытных животных. На Кавказе в Армении поднимается до 2750 м над уровнем моря. Реже встречается на равнине в степи, полупустыне и пустыне, где в силу своего большого веса выбирает возвышенности — скалы, обрывы или холмы.

## Размножение
Как правило, гнездится небольшими группами численностью до 20 пар. Моногамны, пары сохраняются в течение жизни. Гнездо, сложенное из сучьев и выложенное изнутри веточками и стебельками трав, расположено на земле и всегда укрыто в труднодоступных скалистых выемках или в нишах крутых обрывов. Обычно оно находится в непосредственной близости от стад размножающихся копытных. Диаметр гнезда 1—2,5 м, высота 20—70 см, и по возможности используется в течение нескольких лет подряд. Сезон размножения начинается очень рано — по наблюдениям в Испании, уже в январе птицы занимаются обустройством гнезда, а в феврале-марте появляются кладки. В брачный период пара держится вместе, выполняя в воздухе синхронные движения. Перед спариванием самец демонстративно себя ведёт — ходит перед самкой, пригнувшись, приподняв хвост и наполовину распустив крылья.
В кладке одно (редко два) яйцо белого цвета, иногда с буроватыми пестринами. Размер яиц  8-10 см по длинной оси и 6-8 см по короткой Насиживают оба родителя в течение 47—57 дней. Насиживание очень плотное — пока одна птица находится в гнезде, вторая занимается поиском пищи. Во время смены дежурства яйцо осторожно переворачивается. Птенец обычно один, при появлении на свет он покрыт белым пухом, который примерно через месяц сменяется вторым, охристо-белым. Вскармливается отрыжкой родителей. Способность к полёту появляется довольно поздно — в возрасте 3—4 месяцев (через 113—159 дней), однако и после этого птенец нуждается в подкормке родителей. Полную самостоятельность он приобретает ещё, как минимум, через 3 месяца. Половая зрелость у молодых птиц наступает через 4—7 лет. Продолжительность жизни достигает 40 лет.

## Питание
Питается исключительно падалью — трупами павших животных, преимущественно млекопитающих. Добычу ищет с помощью зрения (не обоняния, как у американских грифов), часто ориентируясь на других падальщиков. Может длительное время обходиться без пищи. По словам скотоводов, группы сипов могут гнать стадо к обрыву, рассчитывая на падение части животных.